# Son Ferrandell
Son Ferrandell és d'un centre cerimonial prehistòric repartit entre les possessions de Son Olesa i Son Ferrandell, al terme municipal de Valldemossa (Mallorca). Hi destaquen quatre grans talaiots alineats de nord-est a sud-est, al voltant dels quals hi trobem nombroses estructures absidals i semiabsidals, així com alguns túmuls.

## Accés
Hi ha dues maneres d'arribar-hi. Una és agafant la carretera que va de Valldemossa a Banyalbufar i desviar-nos a l'entrada de Son Olesa. Seguint per aquest camí s'arriba a una bifurcació; per la via esquerra, a través de la qual s'arriba a una caseta d'un transformador elèctric que té al costat un botador per introduir-nos a peu per un camí de terra, que seguirem uns 300 m fins a arribar al talaiot principal del conjunt, passant de llarg la granja calcolítica de Son Olesa. L'altra és agafant la carretera que va de Valldemossa a Banyalbufar, després de passar de llarg la desviació cap a Deià i cap a la marina de Valldemossa veurem l'entrada a la possessió de Son Ferrandell. Després d'entrar-hi es pot aparcar el vehicle i anar a peu fins al lloc on s'ajunta el sembrat amb el bosc, just a sota del Puig de Sa Moneda, on trobarem un talaiot. Seguint cap al nord-est veurem dos talaiots més i, després de passar la paret que separa les finques de Son Ferrandell i Son Olesa, el centre principal del conjunt.

## Descripció
Tot i l'altura dels talaiots, que supera els 2 m, i la seva solidesa, les estructures adossades es troben mal conservades, no arribant moltes vegades al metre d'altura. El jaciment ha estat excavat per l'equip de William Waldren. Al talaiot principal, s'hi han trobat ceràmiques talaiòtiques i restes d'animals, com porcs, ovelles i cabres, que foren consumits allà mateix. Es tracta d'una estructura circular de 12 m de diàmetre construïda amb la tècnica ciclòpia amb blocs molt irregulars, ja que els exteriors són molt més grans que els interiors, arribant a amidar alguns més d'un metre de longitud i altura. Destaca el gran corredor allindanat de l'entrada, de 3,5 m de longitud, format per tres grans lloses horitzontals. A l'interior, la columna central s'ajunta amb una paret de separació formada per blocs de mida més petita i disposada a manera de radi orientat cap a la porta.
El segon talaiot (el primer que es troba després de passar la paret de separació entre les finques de Son Olesa i Son Ferrandell), de planta circular i construït amb la tècnica ciclòpia, també és d'una mida considerable: 12 m de diàmetre i 1,4 m d'altura mitjana. Sobresurt la gran columna central, formada per dos grans blocs, que amida 1,7 m d'altura. Com el talaiot descrit anteriorment, també presenta una paret interior. El corredor d'entrada no es conserva.
Els altres dos talaiots, també de planta circular, es troben en més mal estat. No conserven la llinda, però al segon destaca una robusta columna central.
Finalment, a la part central del jaciment, a mig camí entre el segon i el tercer talaiot, cal destacar la presència d'un conjunt d'estructures absidals construïdes amb blocs regulars i ben alineats que possiblement formarien part d'un santuari.

## Grau de conservació i potencialitat per a la visita
El conjunt, encara en procés d'excavació, no apareix senyalitzat ni integrat dins cap itinerari ni programa de visites, així com tampoc al PGOU, ha estat estudiat per William Waldren. Gràcies a les restes d'animals i ceràmiques que s'hi han trobat, s'ha pogut datar el talaiot principal entre el 1120 i el 965 aC. Després de ser abandonat cap al 770 aC, posteriorment fou reocupat i reconstruït, però un incendi el destruí el 600 aC, essent recuperat després com a monument funerari ja en temps dels romans. El segon talaiot, que es troba anant cap a sud-est, també patí un incendi, però sembla que amb anterioritat al primer. Unes altres estructures, que Waldren anomenà “Casa dels cavalls” a causa de les troballes de dents de cavall al seu interior i que també foren ocupades en època romana, daten del 810 aC.
El jaciment ofereix una desena d'estructures amb diferent grau de conservació. Mentre que els talaiots tenen una altura d'uns dos metres i es troben ben preservats, les estructures adossades a aquests generalment no arriben al metre d'altura i tenen els murs derruïts.

## Interpretació
La seva situació alterosa permet el control i la vigilància d'una ampla zona de la vall de Valldemossa, terreny ideal per dur a terme activitats agrícoles i ramaderes.
| «                                 | “Les anàlisis d'algun jaciment com Son Ferrandell-Olesa palesen que la majoria dels animals foren sacrificats al final del seu període productiu, la qual cosa implica l'ús de les ovelles per a la producció de llet i llana i, en el cas dels bòvids, com a força de tracció” | » |
| — Miquel-Àngel Casasnovas i Camps | |   |

A més, el conjunt es troba protegit pel Puig de Sa Moneda i molt ben camuflat dins un bosc on crida l'atenció la presència de nombrosos ullastres que deuen ser oliveres abandonades. Per això podia haver estat utilitzat tant per controlar el territori com amb una funció defensiva. El més probable és que es tractés d'una zona d'edificis amb significat ritual o de prestigi, més que d'un poblat d'habitació.
Finalment, cal destacar la localització veïna d'una granja calcolítica en forma de recinte rectangular emmurallat de 3600 m² de superfície que inclou dues estructures absidals, la base d'una torre i un sistema hidràulic que condueix a un aljub.
| « | “Aquest complex, que s'ha interpretat com una granja on es van realitzar diferents activitats productives, és excepcional i no té cap altre paral·lel ni a Mallorca ni a la resta de l'arxipèlag; d'altra banda, hi ha autors que recentment n'han qüestionat l'atribució als pobladors campaniformes i proposen cronologies més tardanes. En tot cas sembla que la major part dels hàbitats devien ser precaris i construïts amb materials com ara fusta, brancatge, canyís i fang, i que per tant han deixat poc o cap rastre”. | » |